# La freccia sulla croce
La freccia sulla croce (The Twinkle in God's Eye) è un film del 1955 diretto da George Blair.
È una commedia western statunitense con Mickey Rooney, Coleen Gray e Hugh O'Brian. È incentrato sulle vicende di un reverendo (Rooney) che cerca di ricostruire una chiesa in una piccola cittadina tra l'opposizione dei locali.

## Produzione
Il film, diretto da George Blair su una sceneggiatura di P.J. Wolfson, fu prodotto da Mickey Rooney per la Mickey Rooney Productions.

## Distribuzione
Il film fu distribuito con il titolo The Twinkle in God's Eye negli Stati Uniti dal 13 ottobre 1955 al cinema dalla Republic Pictures. È stato distribuito anche in Italia con il titolo La freccia sulla croce.

## Critica
Secondo il Morandini il film è "moscio, lastricato di buoni propositi" anche se Rooney "se la cava egregiamente" nell'interpretazione di un personaggio per lui non usuale.